# Julio César Barton
Julio César Barton (Buenos Aires, Argentina, 28 de agosto de 1912 - Buenos Aires, 18 de enero de 1989) fue un reconocido locutor y animador argentino.

## Carrera
Dueño de una de la voces en off más seductoras de la radio en la década de 1940 en adelante, Julio César Barton, supo lucirse en numerosos radioteatros mayormente dirigido por Alberto Migré y escritas por Abel Santa Cruz.
Perteneciente a la Sociedad Argentina de Locutores, trabajó exclusivamente para la emisora Radio El Mundo junto con Carlos D'Agostino y Silvio Augusto Miller, y de la que fue director de programación. Fue junto a Jorge Omar del Río una de las mejore voces escuchadas en radio.
Fue la voz (Narrador) del Teatro Palmolive del aire, que salió por la pantalla de canal 13 durante la década del 60 y 70. Títulos como: Esa inútil ternura, el hogar que nos negamos, el calor de tu piel, la cruz de Marisa Crucen, La Pecosa, Cacho de la esquina, Amar al ladrón, Otra vez... ayer, Trampa de otoño entre otras.
Trabajó en 1979 para un radioteatro de Radio Splendid titulado Los paz en su hogar, escrito por Nolo Gildo, y protagonizada entre otros por Miguel Banni, Héctor Figueras, Aurora del Mar, Bordignon Olarra, Nidia Reynal y Lita Sandoval.
Su amigo fue otro conocido profesional del micrófono, Mario Oscar Catalano y la actriz Nora Mazziotti.
Perteneció a la camada de locutores de la talla de Antonio Carrizo (que inició su carrera gracias a él), Carlos Ginés, Ignacio de Soroa, Juan José Piñeyro, Jaime Font Saravia, Juan Carlos Thorry, Cacho Fontana, Lucía Marcó y Manuel Rodríguez Luque.
La popularidad alcanzada en la radio lo llevó a la televisión donde fue el narrador de noticieros y exitosas telenovelas como Rolando Rivas, taxista,Pobre Diabla y Piel naranja,entre muchos otros títulos de Alberto Migre. (Era tradicional sus cierres, en la escena más intrigante de la telenovela donde su voz anunciaba el final: "La próxima semana a la hora de nuestra cita habitual, nuevos y apasionantes capítulos de...), y también se destacó en el teatro. 
Entre las numerosos radioteatros en la que puso su característica voz se pueden mencionar:
- Radioteatro de la Noche.[6]
- Felipe, donde acompañó a Luis Sandrini.[7]
- Radioteatro Lever, dirigido por Armando Discépolo.
- Barrio Gris, con Susana Mara y Héctor Coire.
- El castillo de Dragonwick, con Hilda Bernard y Roberto Lopresti
- La sangre también perdona de Mauricio Herrera con Elcira Olivera Garcés, Luis Pérez Aguirre y Gustavo Cavero.
- Los besos ajenos de Abel Santa Cruz en el Teatro Palmolive del Aire(1958) con Luis Pérez Aguirre y Pepita Férez, con la dirección de José Tresenza.
- Lo mejor de nuestra vida, nuestros hijos, interpretado por Delia Villar.[8]
- Programa de radio presentada por Tody, emitida por Radio Splendid, donde iniciaba las transmisiones de ¡Tarzán, Rey de la Selva!.[9]

## Filmografía
- 1953: Acorralada protagonizado por Guillermo Battaglia y Silvia Nolasco.[10]

## Televisión
- 1964: Tu triste mentira de amor
- 1965: Su comedia favorita
- 1968: Adorable profesor Aldao
- 1969: Inconquistable Viviana Hortiguera.
- 1970: El hombre que me negaron
- 1971: Nacido para odiarte
- 1971: El Teleteatro de Alberto Migré[11]
- 1971/1972: Un extraño en nuestras vidas
- 1972/1973: Rolando Rivas, taxista
- 1969/1973: Teatro Palmolive del Aire
- 1973: Pobre diabla
- 1974: Dos a quererse.
- 1974: Mi hombre sin noche
- 1975: Tu rebelde ternura.
- 1975: Piel naranja
- 1976: Los que estamos solos.
- 1977: El tema es el amor.
- 1977: Pablo en nuestra piel
- 1978: Vos y yo, toda la vida.
- 1984: Tal como somos[12]
- 1985/86: La cuñada.